# ژان گاشه
ژان گاشه (فرانسوی: Jean Gachet‎; ۲ ژوئن ۱۸۹۴ – ۴ فوریهٔ ۱۹۶۸) بوکسور اهل فرانسه بود.